# Étourneau roselin

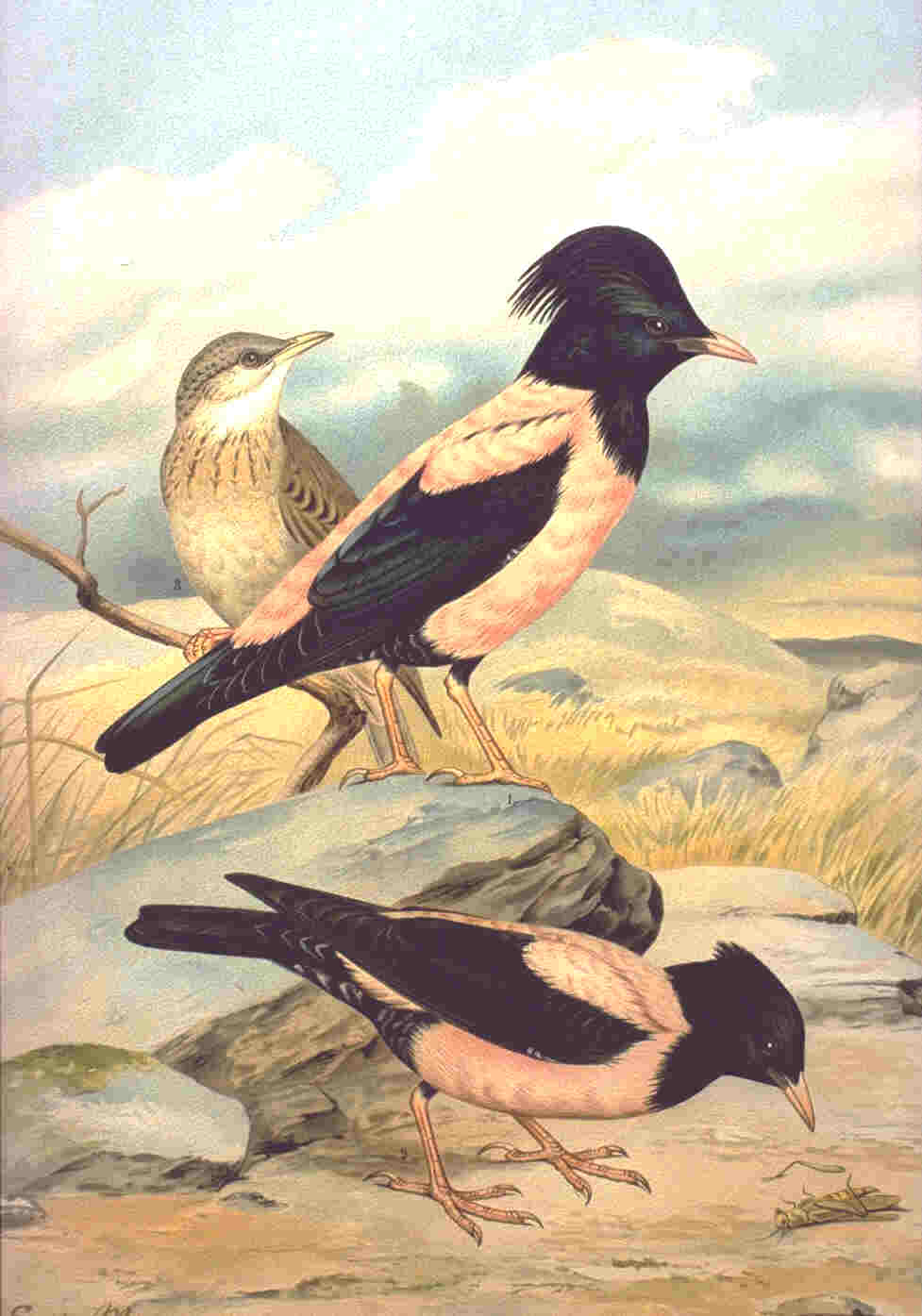
Naturgeschichte der Vögel Mitteleuropas, Naumann

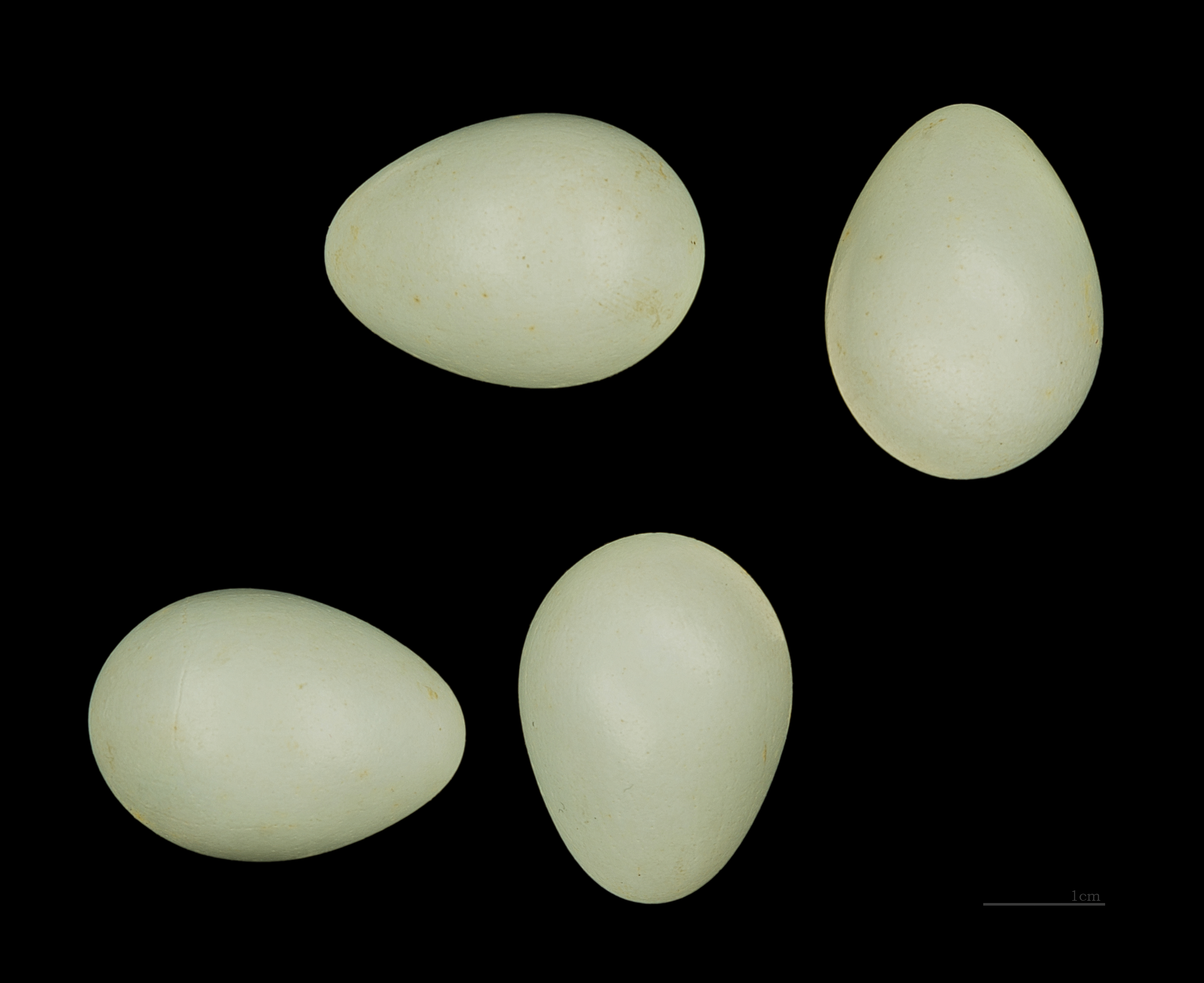
Œufs d'Étourneau roselin - Muséum de Toulouse

Pastor roseus
Genre
Espèce
Statut de conservation UICN

 LC  : Préoccupation mineure
Répartition géographique
- Aire de nidification
- Aire d'hivernage

L'Étourneau roselin (Pastor roseus, anciennement Sturnus roseus) est une espèce de passereaux migrateur d'Eurasie appartenant à la famille des Sturnidae.

## Morphologie
L'étourneau roselin est un passereau de 36–40 cm d'envergure, 22 cm de long et pesant environ 75 g. Il peut vivre 11 ans.
Les adultes ont le dos, le ventre et le bec rose. Le reste du corps est noir, en plumage nuptial. Cet étourneau possède de longues plumes sur l'arrière de sa tête. Les yeux sont brun foncé et les pattes, ainsi que les doigts, sont brun jaunâtre.
Les jeunes disposent d'un plumage brun. Le dos, la nuque et la tête sont brun clair, et le dessous est blanc-brun. Les ailes sont plus foncées. Le bec du juvénile est jaune.

## Comportement

### Alimentation
Cet oiseau est friand de criquets migrateurs, et autres insectes. Il peut, à l'occasion, manger des fruits. En hiver, il se nourrit de graines.

### Comportement social
L'étourneau roselin vit dans des groupes, qui peuvent atteindre plusieurs milliers de couples.

#### Vocalisations
Il émet des bavardages de contact permanents lorsqu'il se nourrit en groupes, et également aux dortoirs. Le chant de l'Étourneau roselin est rapide : il alterne notes dis-harmonieuses et mélodieuses.

## Reproduction
L'étourneau roselin fréquente les steppes découvertes pendant la période de reproduction où il peut trouver des orthoptères en abondance. La période de reproduction se déroule de mai à juin.
Le nid est confectionné avec des éléments végétaux : feuilles, racines ; le fond est tapissé de plumes et de poils. La femelle dépose 1 ponte annuelle de 4 à 6 œufs. Les œufs bleu pâle mesurent environ 29 mm.
La femelle assure la quasi-totalité de la couvaison pendant 11 à 12 jours. Les jeunes prennent leur envol au bout de 3 semaines. 

## Répartition et habitat

### Habitat
Durant la période de reproduction, l'étourneau fréquente les steppes découvertes, puis après se déplacent vers des zones plus boisées. En dehors de cette période, cette espèce est visible dans divers types d’habitats, comme les champs, les vergers, les steppes... 
Ils dorment la nuit avec d’autres Sturnidés dans des dortoirs communautaires, dans des arbres, des buissons épineux, des falaises ou des murets.

### Répartition
Ce passereau vit au sud-est de la Méditerranée, et en Asie. On le retrouve aussi dans les Balkans. Sa répartition est irrégulière, car il niche là où se trouvent les insectes. Il arrive ainsi que certains oiseaux se retrouvent en Europe de l'Ouest.

### Migration
L'étourneau roselin hiverne en Asie du Sud et en Asie tropical. Mais il remonte vers l'Europe de l'Est pour se nourrir d'insectes,de fruits.

## Historique et dénomination
L'espèce a été décrite par le naturaliste suédois Carl von Linné en 1758, sous le nom initial de Turdus roseus. Autrefois appelé Martin roselin Pastor roseus, il appartient à la famille des Sturnidés. D’abord classé parmi les merles et joliment baptisé « Merle couleur de rose » par Buffon, il s’appellera au XIXe siècle « Merle roselin » puis « Pâtre roselin », avant d’être classé dans le genre Martin en 1823. C’est seulement en 1993, au moment de la normalisation des noms français d’oiseaux par la CINFO (commission internationale des noms français des oiseaux), qu’il a reçu son nom actuel.

### Noms vernaculaires
- Étourneau roselin
- Martin roselin

### Synonymie
- Turdus roseus Linnaeus, 1758 (protonyme)
- Sturnus roseus

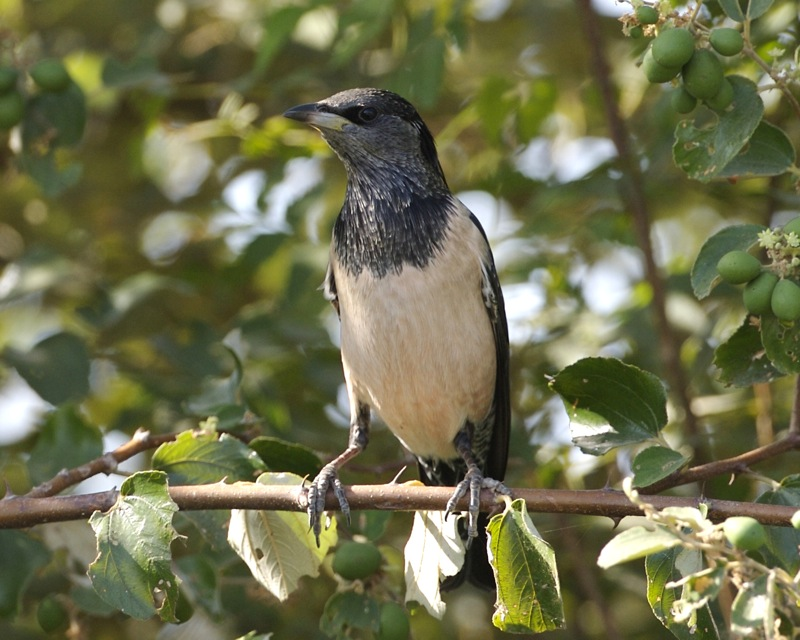
Un adulte, en Inde
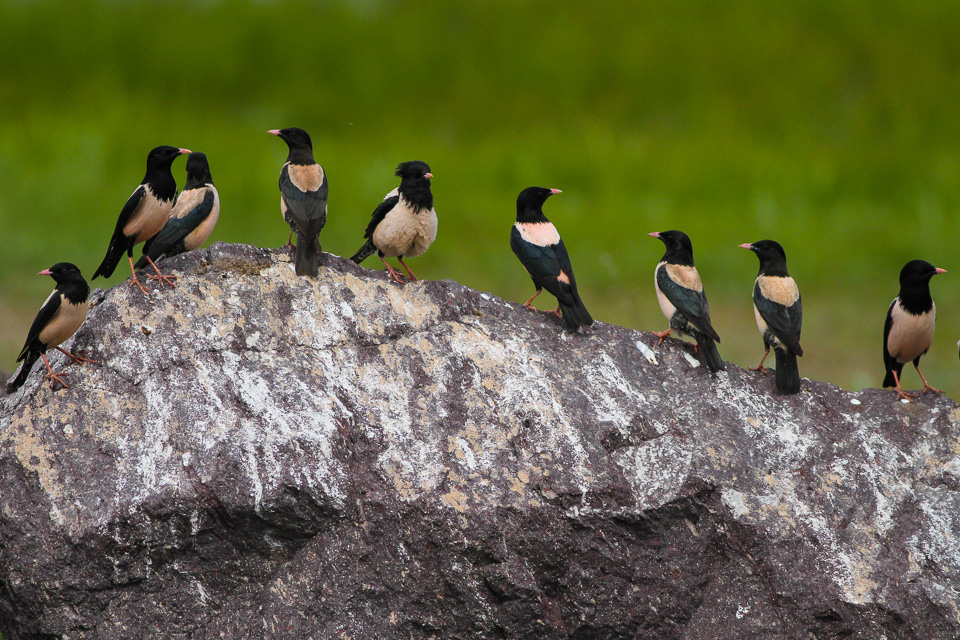

## Protection
L'étourneau roselin est commun et même abondant. Il participe à l’élimination des parasites des cultures en consommant des sauterelles, mais d’un autre côté, il cause aussi des dommages aux cultures de fruits et de céréales en période postnuptiale.
L’espèce n’est pas menacée actuellement.